# Stenia paediusalis
Stenia paediusalis là một loài bướm đêm trong họ Crambidae.